# Sarah McLaughlin
Sarah Jane McLaughlin (Hamilton, 3 giugno 1991) è una calciatrice neozelandese, attaccante del Claudelands Rovers e già della nazionale neozelandese.

## Biografia
Sarah Jane McLaughlin è nata il 3 giugno 1991 a Hamilton, nella regione di Waikato, Nuova Zelanda. Ha frequentato la Fraser High School nella sua città natale. Inizialmente appassionata di rugby, ha iniziato a giocare a calcio all'età di sette anni, incoraggiata dai genitori preoccupati per la natura fisica del rugby.

## Carriera
Ha iniziato la sua carriera calcistica con il Claudelands Rovers nel 2007, club con sede a Claudelands, un sobborgo di Hamilton. Nel 2012 si è trasferita in Australia per giocare con l'Adelaide United nella A-League Women, per poi tornare al Claudelands Rovers nel 2013.

### Nazionale
A livello internazionale, ha rappresentato la Nuova Zelanda in diverse competizioni giovanili e senior. Nel 2008, ha partecipato alla prima edizione della FIFA U-17 Women's World Cup, disputando tutte e tre le partite del girone. Nello stesso anno, ha preso parte alla FIFA U-20 Women's World Cup in Cile, giocando tutte le partite del girone e segnando un gol contro l'Inghilterra. Nel 2010, ha nuovamente rappresentato la Nuova Zelanda nella FIFA U-20 Women's World Cup, partecipando a due partite del girone. Ha debuttato con la nazionale maggiore il 10 gennaio 2009 in una partita contro la Cina.
Nel 2012, McLaughlin è stata selezionata come riserva per la squadra neozelandese di calcio femminile alle Olimpiadi di Londra. Sebbene non abbia preso parte alle partite del torneo, la sua inclusione nella rosa olimpica testimonia il riconoscimento del suo talento e della sua dedizione al calcio.
La sua avventura con le Football Ferns inizia nel 2008, in cui partecipò sia al mondiale Under-17 che a quello Under-20, segnando una rete contro l'Inghilterra.
Il debutto con la Nazionale maggiore è stato il 10 gennaio 2009 nella partita persa 6-0 contro la Cina.